# اس. اس. راجامولی
کودوری سریسایلا سری راجامولی (انگلیسی: Koduri Srisaila Sri Rajamouli؛ زادهٔ ۱۰ اکتبر ۱۹۷۳) که با نام اختصاری اس. اس. راجامولی شناخته می‌شود، یک کارگردان فیلم و فیلم‌نامه‌نویس اهل هند است. او بیشتر به خاطر کارهایش در فیلم‌های اکشن، فانتزی و حماسی شناخته می‌شود. سه فیلم او، آغاز باهوبالی (۲۰۱۵)، باهوبالی ۲ (۲۰۱۷) و آرآرآر (۲۰۲۲) جزو پنج فیلم برتر سینمای هند تا به امروز هستند. هر سه فیلم همچنین گران‌ترین فیلم‌های هندی بودند که در زمان اکران خود ساخته شده‌اند. او برنده جوایز مختلفی از جمله سه جایزه ملی فیلم، چهار جایزه فیلم‌فیر جنوب و پنج جایزه ناندی شد. وی در سال ۲۰۱۶، او به دلیل کمک‌هایش در زمینه هنر، با نشان پادما شری، یکی از بالاترین افتخارات غیرنظامی هند که در رده چهارم نشان‌های غیرنظامی می‌باشد مفتخر شد.
جوایزغیرنظامی هند به ترتیب ۱-بهارات راتنا(جواهرهند) ۲-نشان پادما ویبوشان(تزیین بزرگ نیلوفرآبی) ۳-نشان پادما بوشان(تزیین نیلوفر آبی) ۴- پادما شری(نیلوفر نجیب)
راجامولی تاکنون دوازده فیلم سینمایی را کارگردانی کرده‌است. همه آنها در گیشه موفق بودند. باهوبالی ۲ در حال حاضر پرفروش‌ترین فیلم در هند است و بیش از ۱۰ کرور (۱۰۰ میلیون) بلیت در طول اکران خود در باکس آفیس فروخت. بالاترین میزان پذیرش برای هر فیلمی در هند از زمان شعله (فیلم ۱۹۷۵) است. فیلم اکشن فانتزی جنگجوی بزرگ (۲۰۰۹) پرفروش‌ترین فیلم تلوگو در آن زمان بود. فیلم او در سال ۲۰۱۲ مگس (فیلم ۲۰۱۲) برنده اصلی‌ترین فیلم در هشتمین جشنواره فیلم افتر دارک فیلمز تورنتو شد. فیلم‌های باهوبالی شش نامزدی جایزه زحل را دریافت کرده‌اند که باهوبالی ۲ برنده بهترین فیلم بین‌المللی شد. آرآرآر در چهل و هفتمین دوره جوایز زحل در سه بخش نامزد شده‌است، از جمله نامزدی بهترین کارگردانی برای راجامولی.
ویژگی‌های فیلم‌های راجامولی شخصیت‌های بزرگ‌تر از حد معمول، مقیاس حماسی، ارجاعات اساطیری، سکانس‌های اکشن تلطیف‌شده و قهرمانی است. فیلم‌های او به دلیل ادغام تصاویر کامپیوتری با جلوه‌های عملی و اکشن زنده قابل توجه هستند. راجامولی پردرآمدترین کارگردان هند است.

## آثار کارگردانی
- دانش‌آموز شماره ۱ (۲۰۰۱)
- شهرت (۲۰۰۳)
- رقابت (۲۰۰۴)
- چاتراپاتی (۲۰۰۵)
- ویکرامارکدو (۲۰۰۶)
- دزد بزرگ (۲۰۰۷)
- جنگجوی بزرگ (۲۰۰۹)
- حسن نیت رامانا (۲۰۱۰)
- مگس (۲۰۱۲)
- آغاز باهوبالی (۲۰۱۵)
- باهوبالی ۲: فرجام (۲۰۱۷)
- آرآرآر (۲۰۲۲)